# Oligosita pallida
Oligosita pallida är en stekelart som beskrevs av Kryger 1919. Oligosita pallida ingår i släktet Oligosita och familjen hårstrimsteklar. Inga underarter finns listade i Catalogue of Life.